# Tramlijn Tiel - Culemborg
De tramlijn Tiel - Culemborg was een stoomtramlijn in Gelderland van de veerstoep in Tiel via station Tiel, Drumpt, Kerk Avezaath, Erichem, Buren, Asch, Zoelmond en Beusichem naar Culemborg. De tramlijn met een spoorwijdte van 1067 mm (kaapspoor) werd met veel feestelijkheden geopend op 17 november 1906 en al na ruim elf jaar gesloten op 2 maart 1918.

## Geschiedenis
De lijn werd aangelegd door de N.V. Stoomtram Tiel - Buren - Culemborg (TBC), die werd opgericht te Buren op 5 januari 1903. Hoofdkantoor en remise waren gevestigd te Buren. Een belangrijke kracht bij het tot stan komen van deze lijn was de Culemborgs ondernemer en dijkgraaf Gerhard Gosen Geurt Canter Cremers. Bij oprichting van de N.V. werd hij commissaris van de bedrijf
De TBC bestelde in oktober 1905 vier vierkante stoomtramlocomotieven, van een model waarvan er vele in Nederland reden. Ze werden vaak "stoofjes" genoemd en waren gebouwd door de Machinefabriek Breda. Er waren zes personenrijtuigen, twee postbagagewagens, drie gesloten goederenwagens en tien open goederenwagens waarin ook vee kon worden vervoerd. Al dit materieel was gebouwd door Allan Rotterdam.
De stoomtramdienst leverde geen winst op en bestond maar kort. Door liquidatie reed op 2 maart 1918 de laatste tram van Tiel naar Culemborg, maar de bevolking van de Betuwe gaf niet op en probeerde de tram te redden. Er is zelfs een verzoek om subsidie bij de Tweede Kamer ingediend, maar zelfs met veel moeite van de minister van Waterstaat (toen nog net Cornelis Lely) kon de tram niet gered worden. In juli 1918 werd medegedeeld dat de straten weer naar hun oude staat gebracht zouden worden, wat het definitieve einde van de stoomtram inhield.

## Na de opheffing

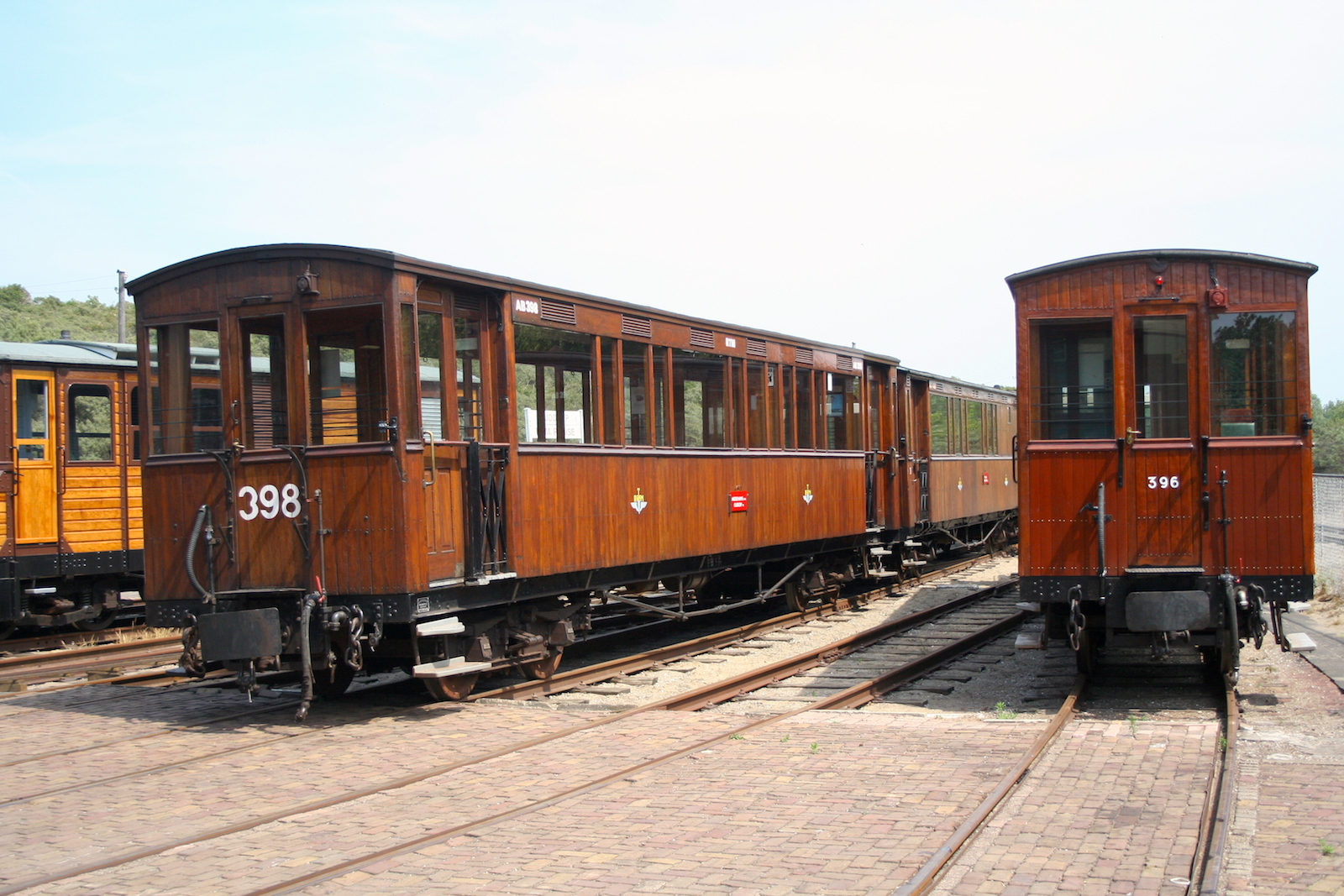
Rijtuigen 1 - 6 werden in 1918 verkocht aan de RTM. Daar bleven deze rijtuigen rijden tot 1966 waarna alle zes de rijtuigen als museumtram of onderdeel daarvan bewaard zijn gebleven.

Het nog lang niet versleten TBC-trammaterieel werd naar elders verkocht. De vier locomotieven van Machinefabriek Breda, een postbagagewagen en de tien open wagens zijn tot in de jaren veertig in dienst gebleven op de lijnen van de Stoomtramweg-Maatschappij Oostelijk Groningen (OG). De zes Allan-rijtuigen en de overige goederenwagens van de TBC gingen naar de Rotterdamsche Tramweg Maatschappij (RTM), waar de meeste dienstdeden tot in de jaren zestig.
Alle zes personenrijtuigen zijn terechtgekomen bij museumstoomtrams in Nederland: de Stichting voorheen RTM te Ouddorp en de Museumstoomtram Hoorn - Medemblik (SHM) te Hoorn. Rijtuig 399 werd in de museumtijd gebruikt als onderdelenleverancier voor de andere en op het onderframe werd een stalen rijtuig nagebouwd. Rijtuig 395 rijdt bij de SHM op tot normaalspoor omgespoorde draaistellen.
Het openbaar vervoer op de route Tiel - Buren - Culemborg werd in de jaren twintig verzorgd door de particuliere busondernemer De Kriek. In 1927 kreeg hij geen vergunning meer en kwam de lijn in handen van de Algemeene Transport Onderneming (ATO), een landelijk opererende dochteronderneming van de Nederlandse Spoorwegen. Van 1935 tot 1966 reed een lokale particuliere vervoerder, de Eerste Tielsche Autobus- en Touringcar Onderneming (ETAO) van M. Verhoeks, op de lijn. Sindsdien zijn de busdiensten op de vroegere stoomtramroute geëxploiteerd door diverse grote streekvervoerders. In 2025 is dat Arriva Personenvervoer Nederland.